# Kugelige Glasschnecke
Die Kugelige Glasschnecke (Vitrina pellucida) ist eine Schneckenart aus der Familie der Glasschnecken (Vitrinidae), die zur Unterordnung Stylommatophora der Landlungenschnecken (Pulmonata) gerechnet wird.

## Merkmale
Das rechtsgewundene, kleine Gehäuse ist niedrig-kegelig. In der Seitenansicht ist das Gewinde deutlich erhaben. Das Tier kann sich im Erwachsenenstadium noch ganz in das Gehäuse zurückziehen. Das Gehäuse misst 4,5 bis 6 mm im Durchmesser und bis 3 mm in der Höhe. Es weist 2,75 bis 3,5 Windungen auf, die rasch zunehmen. Die letzte Windung nimmt weniger als 50 % des Gehäusedurchmesser ein. Die Oberseite der Windungen ist flach gewölbt, die Naht ist mäßig tief. Die Peripherie ist gut gewölbt, und der Apex ist halbkugelig gewölbt. Dadurch ergibt sich ein insgesamt kugeliger Gesamthabitus (Name!). Das Gehäuse ist ungenabelt. Die Mündungsöffnung ist mäßig weit und steht sehr schräg. In der direkten Aufsicht ist die Mündung abgeflacht elliptisch, vom geringen Anschnitt durch die vorher gehende Windung abgesehen. Der Mündungsrand ist gerade und scharf. Die Mündung weist keinen oder einen nur sehr kleinen Hautsaum auf.
Die Schale ist dünn, zerbrechlich und durchscheinend, gewöhnlich zeigt sie einen grünlichen Schimmer. Die Oberfläche des Teleoconchs ist glatt und glänzend, abgesehen von sehr feinen, unregelmäßigen, oft runzeligen Anwachsstreifen. Der Protoconch weist sehr kleine Gruben auf, die spiralig angeordnet sind. Der Weichkörper ist in der Regel grau bis dunkelgrau, Kopf und Fühler sind meist etwas dunkler. Gestreckt kann das Tier etwa 10 mm messen. Der Mantel ist relativ schmal mit einem kleinen, grauen oder dunkelgrauen Mantellappen. Dieser bedeckt nicht den Apex des Gehäuses. Durch den (dunkel)grauen Weichkörper wirkt beim lebenden Tier auch das Gehäuse sehr dunkel.
Im zwittrigen Geschlechtsapparat ist der Samenleiter (Vas deferens) sehr kurz. Der leicht keulenförmige Penis ist kurz, schlank und gebogen, Er ist fast über die gesamte Länge von einer Gewebehülle umgeben. Der Samenleiter taucht schon am unteren Penisende unter diese Hülle ein, dringt aber erst apikal in den Penis ein. Daneben setzt auch der Penisretraktormuskel an. Intern besitzt der Penis eine große Pilaster-ähnliche Struktur. Im weiblichen Teil ist der freie Eileiter (Ovidukt) kurz und weit, eine Vagina ist quasi nicht vorhanden. Penis, Spermathek und freier Eileiter münden fast auf derselben Höhe in das lange Atrium. Nach Guisti et al. (2011) mündet die Spermathek jedoch etwas oberhalb des Penis in das Atrium. Dieser kurzer Teil zwischen Einmündung der Spermathek und des Penis ist von Drüsengewebe umgeben, das sich auch noch auf die Basis der Spermathek ausdehnt, und wird von Giust et al. (2011) als kurze Vagina interpretiert. Die Spermathek besitzt einen an der Basis stark verdickten, kurzen Stiel. Die Blase ist vergleichsweise groß und eiförmig. Sie legt sich an den unteren Teil des Eisamenleiters (Spermovidukt) an.

## Ähnliche Arten
Die Art unterscheidet sich durch den kugeligen Habitus des Gehäuses von den meisten anderen Arten der Glasschnecken. Lediglich die Große Glasschnecke (Phenacolimax major) hat noch eine gewisse Ähnlichkeit. Das Gehäuse ist jedoch gedrückter und die letzte Windung ist etwas breiter (im Verhältnis zum Gehäusedurchmesser). Auch die Mündung ist stärker abgeplattet quer-elliptisch.

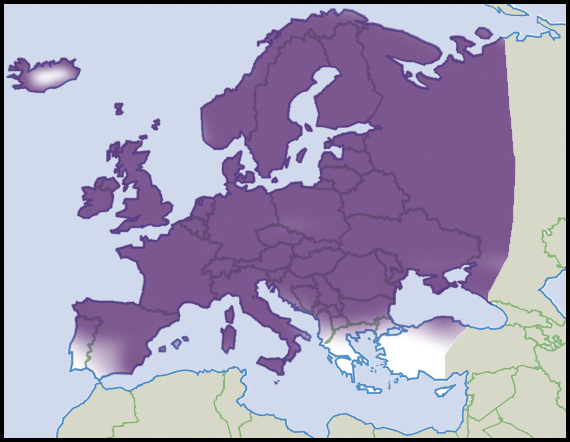
Verbreitung der Art in Europa und in der westlichen Türkei (nach Welter-Schultes, 2012)

## Geographische Verbreitung und Lebensraum
Das Verbreitungsgebiet umfasst ganz Europa, Kleinasien und Zentralasien. Im Norden Skandinaviens dringt sie sogar über den Polarkreis vor. Sie kommt auch auf Island vor. In der Schweiz Gebirge steigt die Art auf 3100 m über Meereshöhe an, in Bulgarien bis 1800 m. Überhaupt ist die Art in der Schweiz in der Höhenlage zwischen 1000 und 2000 m über Meereshöhe am häufigsten.
Die Tiere leben in feuchten bis trockenen Standorten von Nadel- und Laubwäldern, Wiesen, zwischen Steinen, an Mauern, Geröllhalden, auch in der Vegetation von Bachläufen und in Senken von grasbewachsenen Dünen. Sie toleriert auch saure Böden.

## Lebensweise
Im Flachland hat die Art einen jährlichen Zyklus. Die Eier werden im Herbst abgelegt und die Tiere sterben bald darauf. Die Jungtiere schlüpfen im Frühjahr, sie werden bis Herbst geschlechtsreif. Die Eier haben einen Durchmesser von 0,9 bis 1,2 mm. In Irland überwintern die adulten Tiere und legen im Frühjahr Eier ab. Die Jungtiere schlüpfen im Frühsommer. Im östlichen Deutschland und in Polen legen die erwachsenen Tiere im Oktober Eier ab. Die Jungtiere schlüpfen im Februar und März. Die Tiere sterben meist nach der Eiablage, einige wenige überleben den Winter und sterben im Frühjahr. In der Schweiz werden die Eier zwischen September und November abgelegt. Die Tiere sterben jeweils nach der Eiablage ab. In Südfrankreich werden die Eier zwischen Juli und Oktober abgelegt. Pro Gelege werden etwa 6 bis 8 schmutzigweiß gefärbte Eier abgelegt. Die äußere Hülle ist undurchsichtig, die Größe der sprichwörtlich eiförmigen Eier beträgt 0,9 bis 1,0 mm × 1,l bis 1,2 mm. Die Jungtiere leben zunächst fast ausschließlich unterirdisch und kommen erst im Herbst an die Oberfläche. In der Schweiz beobachtete Lothar Forcart auch im Sommer geschlechtsreife Tiere, neben Jungtieren. Er deutet dies so, dass die Art im Hochgebirge einen mehrjährigen Zyklus hat. Bei der Kopulation wird jeweils gegenseitig der Penis in das Atrium eingeführt und das Sperma übertragen.
Die Tiere sind sehr kälteunempfindlich und können sogar in milden Wintern bei geringer Schneelage noch bis in den Januar oder sogar Februar beobachtet werden. Sie ernähren sich von welken Blättern und abgestorbenen Pflanzenteilen. Allerdings wird auch Aas angenommen.

## Taxonomie
Das Taxon wurde 1774 von Otto Friedrich Müller als Helix pellucida aufgestellt. Es ist die Typusart der Gattung Vitrina Draparnaud, 1801 und allgemein akzeptiert.
Die Fauna Europaea verzeichnet 16 Synonyme.

## Gefährdung
Die Art ist in Deutschland weit verbreitet und häufig. Sie ist im Bestand nicht gefährdet.

## Anmerkung
1. ↑  Giusti et al. (2011) vertreten allerdings die gegenteilige Ansicht, der Weichkörper kann nicht mehr vollständig in das Gehäuse zurückgezogen werden.